# Harappa

Harrapa v poříčí Indu

Harappa (urdsky ہڑپہ) je město v pákistánské provincii Paňdžábu. V dávné minulosti bylo střediskem harappské kultury, jedné z prvních známých kultur Indického subkontinentu. Vedle města Mohendžo-daro tvoří jednu z nejvýznamnějších archeologických lokalit této kultury. Pozůstatky města byly objeveny až ve 20. století.